# Im Jyoung-hwa
Pour les articles homonymes, voir Im.
Dans ce nom coréen, le nom de famille, Im, précède le nom personnel.
Im Jyoung-hwa (hangeul : 임정화 ; hanja : 任貞化), née le 7 décembre 1985 à Ulsan (Corée du Sud), est une ancienne haltérophile sud-coréenne. Elle est médaillée d'argent aux Jeux de 2008.

## Carrière
Im Jyoung-hwa termine originellement 4e des Jeux olympiques d'été de 2008 mais en 2017, à la suite de la disqualification successive de la médaillée d'argent turque Sibel Özkan puis de la médaillée d'or chinoise Chen Xiexia, elle reçoit la médaille d'argent.

## Palmarès

### Jeux olympiques
- Jeux olympiques d'été de 2008 à Pékin ( Chine) :
  -  médaille d'argent en poids coq

### Championnats du monde juniors
- Championnats du monde juniors 2005 à Pusan ( Corée du Sud) :
  -  médaille d'argent au total en moins de 58 kg
  -  médaille d'argent à l'arraché en moins de 58 kg
  -  médaille d'argent à l'épaulé-jeté en moins de 58 kg